# Baetis buceratus
Baetis buceratus is een haft uit de familie Baetidae. De wetenschappelijke naam van de soort is voor het eerst geldig gepubliceerd in 1870 door Eaton.
De soort komt voor in het Palearctisch gebied.